# The Twilight Saga: The Official Illustrated Guide
The Twilight Saga: The Official Illustrated Guide (Brasil: Crepúsculo: Guia Oficial Ilustrado da Série / Portugal: Guia Oficial Ilustrado da Saga Twilight) é um livro enciclopédico escrito pela norte-americana Stephenie Meyer, servindo como o guia oficial da série Twilight. Foi lançado mundialmente a 12 de abril de 2011 e, no Brasil, uma semana depois.
O guia abrange todos os livros da saga e traz perfis das personagens, árvores genealógicas, mapas e outras informações da série, além de mais de 100 imagens em cores de vários artistas, entre eles a ilustradora Young Kim, que trabalhou na graphic novel do primeiro romance da série, Crepúsculo.

## Precedentes
Sobre o motivo que a levou a preparar o livro, Meyer declarou:
| “ | Eu sempre fiquei admirada com a profundidade das questões que os leitores fazem sobre os meus personagens e o universo da saga. Em Crepúsculo: Guia oficial ilustrado, eu espero ter conseguido reunir informações com o maior número de detalhes possíveis, inclusive a história de alguns personagens, como o passado de Alice. […] Quero que os fãs achem que valeu a pena esperar. | ” |

## Divulgação
Originalmente divulgou-se que o livro seria lançado nos Estados Unidos em 31 de dezembro de 2010, porém, em outubro de 2010, a editora estadunidense anunciou, na Feira do Livro de Frankfurt, que seu lançamento ocorreria em 12 de abril de 2011.
Em 12 de janeiro de 2011, a editora Little, Brown Books For Young Readers anunciou que iria realizar um Encontro Internacional de Fãs de Crepúsculo para promover o lançamento do guia. Este evento reuniu dez leitores da série Crepúsculo espalhados por países deferentes - Canadá, China, França, Alemanha, Itália, México, Taiwan, Reino Unido, Estados Unidos e Brasil -, escolhidos por sorteio, para ter um encontro particular com Meyer, que responderia diversas perguntas.
Em 1 de abril, o USA Today publicou um artigo contendo uma entrevista que cobria o evento internacional de fãs que ocorreu na cidade canadense de Vancouver, onde Meyer estava devido a seus compromissos como produtora de ambas as partes do filme Amanhecer. A matéria cita Meyer dizendo que sua parte favorita do livro "é a história dos vampiros. Há muito lá que é novo. Alice (Cullen) tem uma história de fundo que ninguém soube até agora. E eu acho que os fãs vão se surpreender com o quão divertida a história de Victoria é".
Em 7 de abril, a revista Entertainment Weekly divulgou duas ilustrações do guia: uma delas com Bella Swan como o vampira com olhos dourados e outra com ela em seu vestido de casamento. No dia seguinte, duas novas imagens foram divulgadas: uma com o perfil do personagem James e outra contendo mapas de Forks e La Push.

## Lançamento e recepção
O guia foi lançado mundialmente a 12 de abril de 2011. Contudo, apesar de a editora Intrínseca haver divulgado anteriormente que o livro seria publicado no Brasil um dia após seu lançamento nos Estados Unidos, a obra chegou às lojas do país uma semana depois.
The Twilight Saga: The Official Illustrated Guide estreou em primeiro lugar na lista de best sellers do jornal The New York Times, onde permaneceu por três semanas consecutivas,
e em 4º na lista de mais vendidos do USA Today.